# Ход, Мордехай
Мордехай Ход (ивр. מרדכי הוד‎; 1926—2003) — командующий ВВС Израиля с 1966 по 1973 год, в период Шестидневной войны 1967 года.

## Биография
Родился 28 сентября 1926 года в кибуце Дгания в период Подмандатной Палестине. С рождения носил фамилию Файн, но вступив на службу сменил её на Ход.
Учился в местном сельскохозяйственном училище вплоть до момента поступления на службу в британскую армию (в 1944 году), где служил водителем. С конца Второй мировой войны присоединился к Хагане, вступил в отряд Пальмах. Принимал участие в операции Алия Бет по нелегальной репатриации евреев в Эрец-Исраэль. За эту деятельность Мордехай Ход был арестован и на две недели заключен в тюрьму Рима.
Находясь в Италии, он начал свою летную подготовку, но вскоре был отправлен в Чехословакию. Новосозданные Военно-воздушные силы Израиля нуждались в современных военных самолетах, для чего правительство Израиля закупило в Чехословакии несколько спитфайров и мессершмиттов. После покупки их необходимо было переправить в Израиль. Ход, после того, как выучился летать на новых самолетах, сопровождал группу летчиков во время семичасового перелёта в Израиль 22 декабря 1948 года.
Вернувшись в Израиль, Ход продолжил службу в ВВС Израиля и обучение пилотированию в летной академии, которую окончил по первому классу 14 марта 1949 года. Год спустя Ход был вновь отправлен за границу в Великобританию для обучения пилотирования истребителя Gloster Meteor, ставшего первым реактивным самолётом ВВС Израиля. Вернувшись в Израиль в 1951 году, он был назначен командиром эскадрильи самолётов P-51 Mustang.
Во время Суэцкого кризиса в 1956 году, Ход был командующим несколько военных операций, в том числе воздушного прикрытия сухопутных войск. За десятилетие после этого конфликта он продолжал продвигаться по служебной лестнице в ВВС Израиля: стал командующим военно-воздушной базы в 1957 году, а три года спустя — главой управления воздушных операций ВВС Израиля. В 1961 году Ход был повышен в должности, став начальником воздушного отдела Генерального штаба. На этом посту он оставался до 27 апреля 1966 года, когда стал командующим израильских ВВС.

### Командующий ВВС Израиля
За время своей службы на этом посту Ход принимал участие в операции Моссад по угону в Израиль истребителя МиГ-21, являвшегося тогда новейшей и сверхсекретной разработкой. Участвовал в операции «Мокед» во время Шестидневной войны. Имел отношение к инциденту с американским кораблем ВМФ USS Liberty, который 8 июня 1967 года был ошибочно был атакован израильскими истребителями «Мираж III» в международных водах Средиземного моря, в результате чего «Либерти» получил серьёзные повреждения, было убито 34 и ранено 173 члена экипажа. Во время Войны на истощение между Израилем и Египтом (1967—1970 годы)  руководил авиаударами в районе Суэцкого канала, а также в глубине египетской территории. После этой войны его военная карьера стала клониться к закату. Он оставил пост командующего в апреле 1973 года, за шесть месяцев до начала войны Судного дня.

### Гражданская карьера
Мордехай Ход начал бизнес в области гражданской авиации, основав в 1975 году компанию CAL Cargo Air Lines, и руководил ею до 1977 года. Затем перешел в компанию El Al где работал до 1979 года. Позже Ход был назначен председателем основного авиационно-космического производителя в Израиле — компании Israel Aerospace Industries.
Мордехай Ход умер 29 июня 2003 года.

## Личная жизнь
Во время военной службы Ход познакомился с сержантом ВВС Израиля — Пениной, на которой позже женился. У них в семье было трое детей.

## Награды
Награждён многими наградами Израиля, среди которых за участие в:
|  | Войне за независимость |
|  | Синайской войне        |
|  | Шестидневной войне     |
|  | Войне на истощение     |
|  | Войне Судного дня      |